# エスプラネード・シアターズ・オン・ザ・ベイ

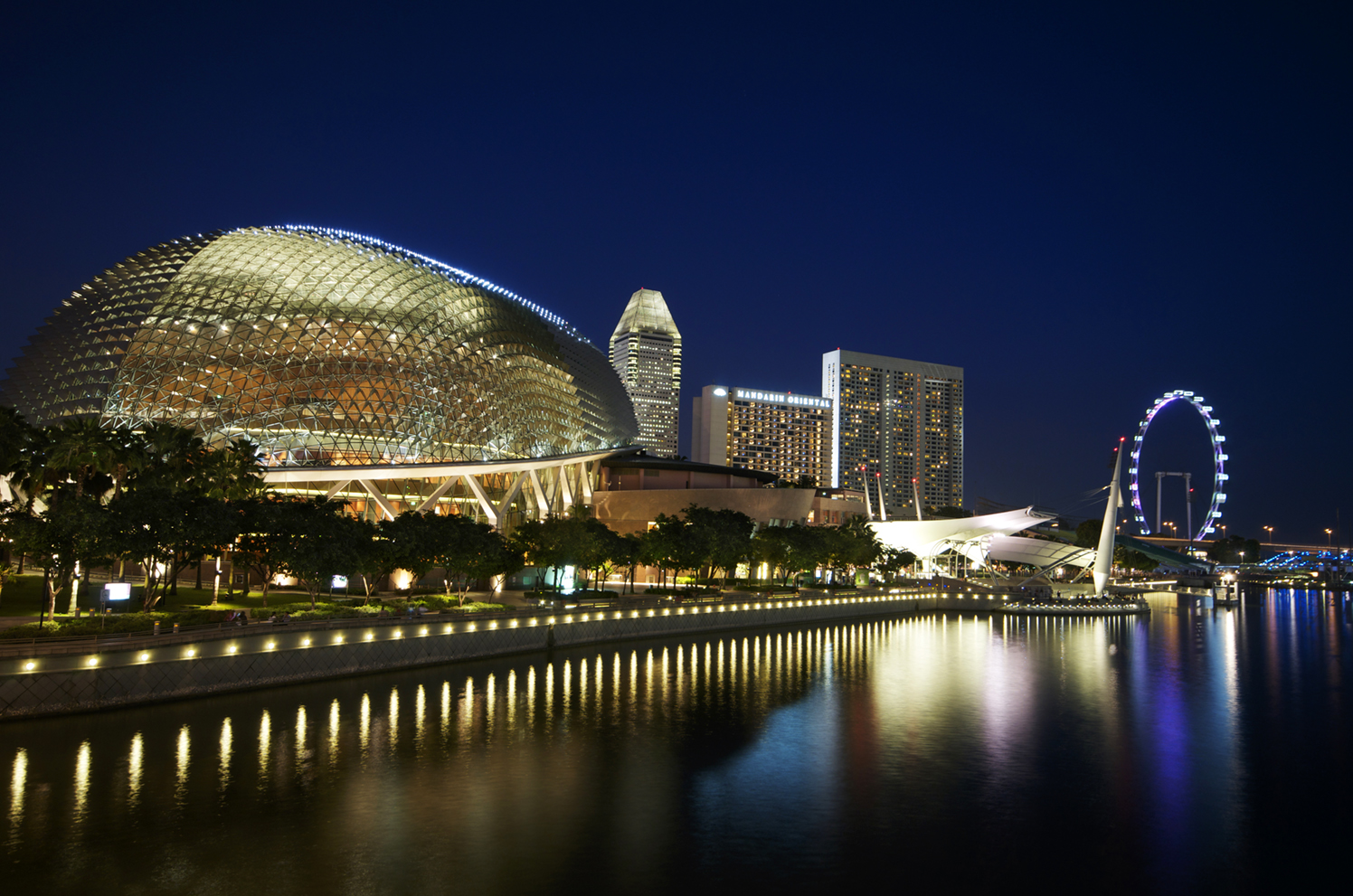
エスプラネード・シアターズ・オン・ザ・ベイ

エスプラネード・シアターズ・オン・ザ・ベイ（英語：Esplanade - Theatres on the Bay）は2002年10月16日にオープンした、シンガポールにある総合芸術文化施設である。

## 設備概要
オペラ、バレエ、ミュージカル、演劇、管弦楽、室内楽、伝統音楽などの各種公演が日々開催されている。2つのドームで構成され、左翼に2000席の大劇場、右翼に1600席のコンサートホールを持ち、野外には無料で楽しめる劇場も備えている。コンサートホールは4階構造で、事実上シンガポール交響楽団の本拠地である。
冷房効率を上げる為に、ドームの屋根には直射日光を遮断するためのアルミニウム製のパネルが放射状に多数取り付けてあり、その建物の形状から「ドリアン」とも呼ばれている。
小劇場、飲食店、グッズショップなどを同設備の内外に擁する。シンガポール川の下流を挟んだ対岸にはマーライオンやマリーナベイ・サンズなどマリーナベイの光景が広がる。

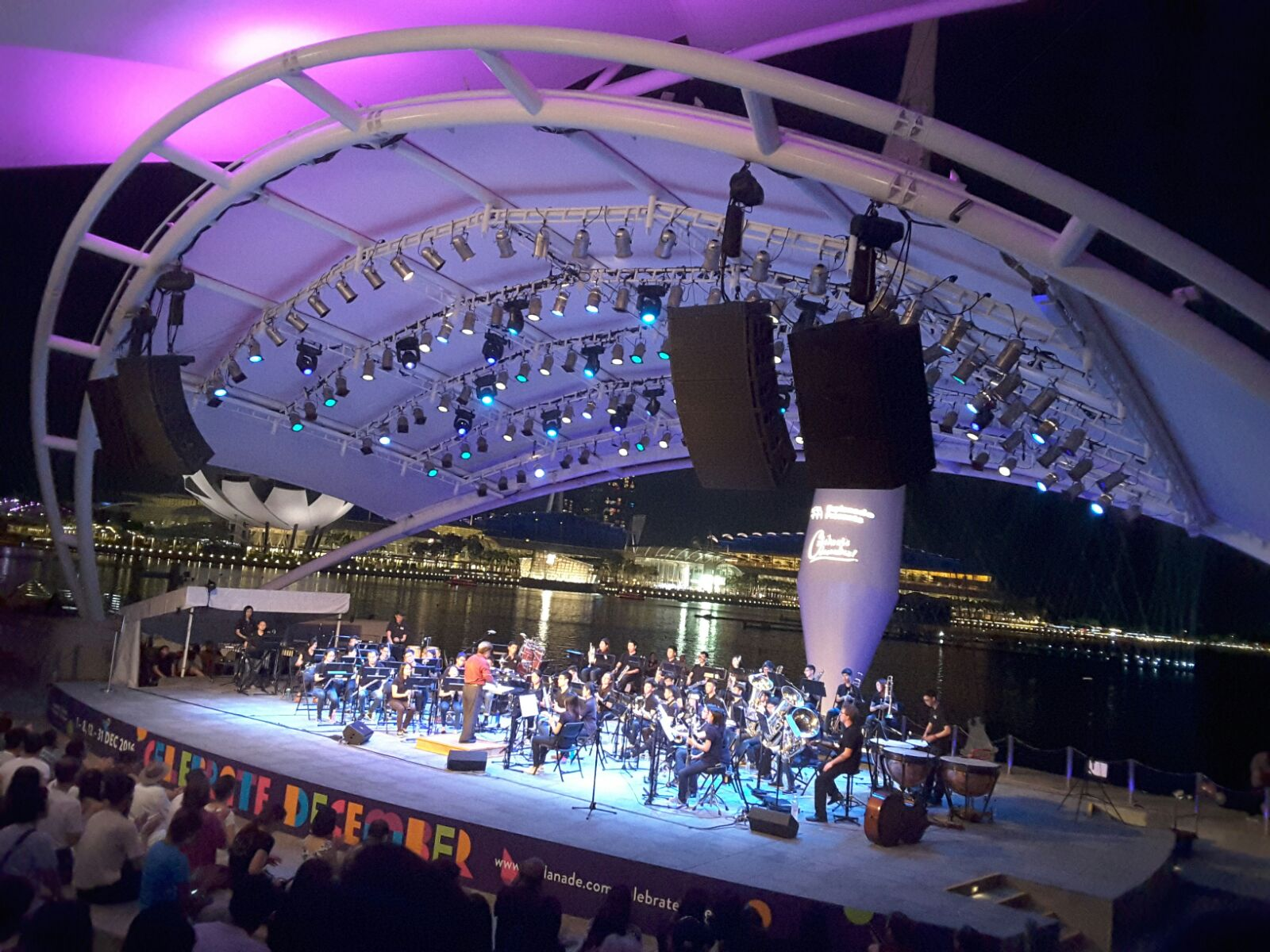
オーケストラのパフォーマンス

## 施設
- コンサート・ホール　（1,600席）パイプオルガン設置
- シアター　（1,923席)　オペラ、バレエの上演可能
- リサイタル・スタジオ　（245席）
- シアター・スタジオ　（220～160席）可動式舞台

## 交通
- MRT　シティ・ホール駅より徒歩10分（地下街より直結）